# Pla pressupostari
Un pla pressupostari és el resultat de l'anàlisi de la informació del passat, el present i la previsió futura de les despeses.

## Concepte
Un pla pressupostari preveu uns objectius específics i unes línies d'acció per acomplir-los, així com els recursos personals i materials precisats per les unitats encarregades de la seva execució. S'ha de diferenciar de la planificació pressupostària, que seria el procés, mentre que el pla és el resultat o producte.

## Condicions
Les condicions que ha de tenir són:
- Objectivitat: Ha de tenir una metodologia científica
- Estructuració: Ha de comprendre tot el procés de planificació.
- Flexibilitat: Han de presentar-se alternatives de decisió i possibilitats de variació.
- Integració: És únic per a tota l'organització, però es pot aplicar a àmbits concrets.

## Classificació
- Segons l'amplitud
  - Estratègics: S'estableixen a llarg termini i es proposen objectius generals de l'organització
  - Operatius: Són a mitjà termini i/o curt termini. Els seus objectius desenvolupen els generals i es refereixen a un sector determinat de l'organització.
- Segons la durada
  - Curt termini
  - Mitjà termini
  - Llarg termini
- Segons les especialitats
  - Específics: Objectius i accions tenen un caràcter rígid.
  - Direccionals: presenten directrius bàsiques d'acció.